# Muttart Conservatory
Le Muttart Conservatory (« Jardin d'hiver Muttart ») est un jardin botanique situé à Edmonton au Canada. Il est l'un des monuments les plus connus de la ville avec quatre pyramides de verre caractéristiques, des jardins publics et des serres.
Les pyramides présentent des espèces végétales trouvées dans trois biomes différents (climat tempéré, climat aride et climat tropical), la quatrième étant réservée pour les présentations saisonnières. Une cinquième pyramide, plus petite, sert de puits de lumière.
Le bâtiment a été créé en 1976 par l'architecte Peter Hemingway.

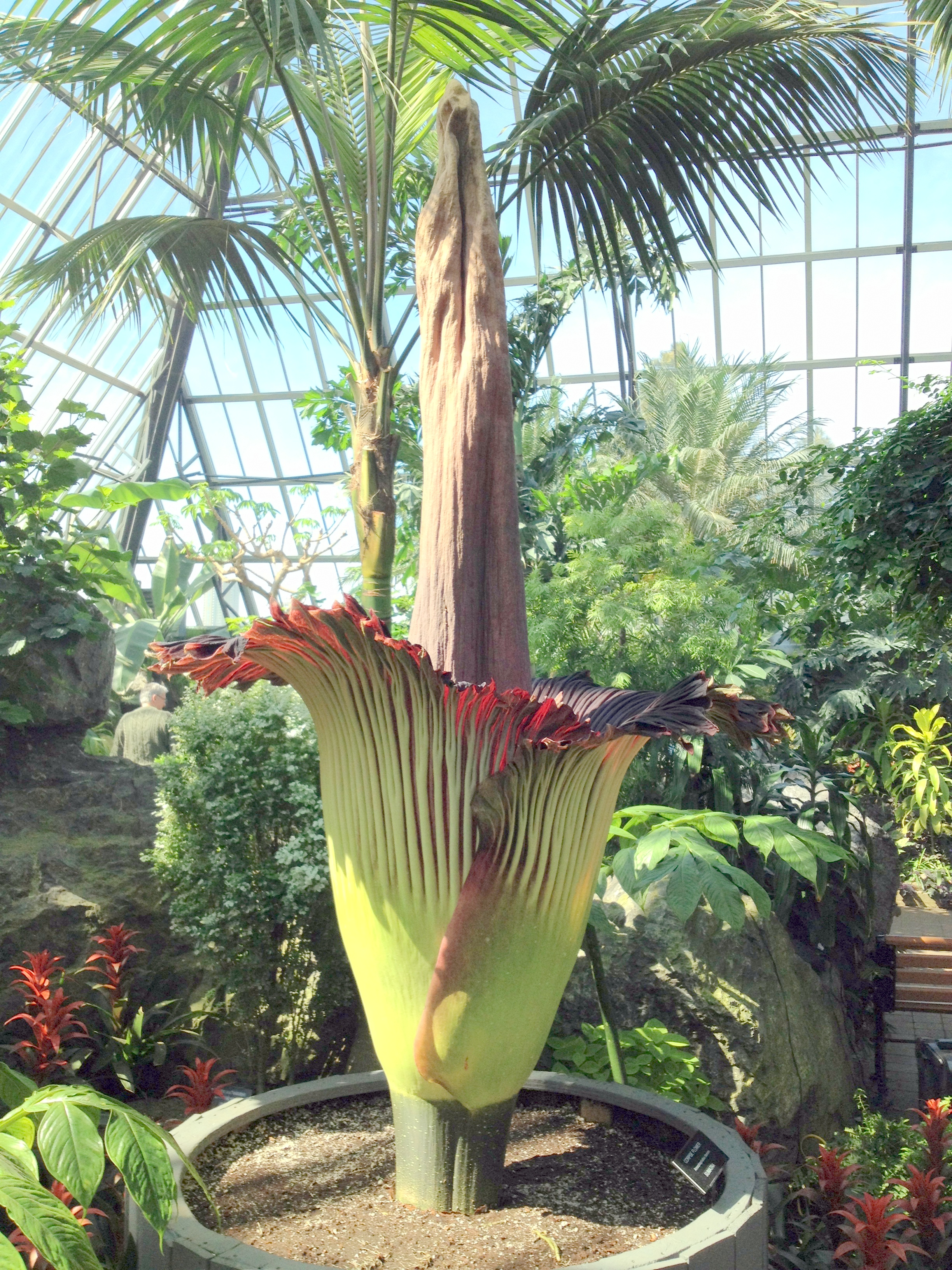
Arum titan au Muttart Conservatory.

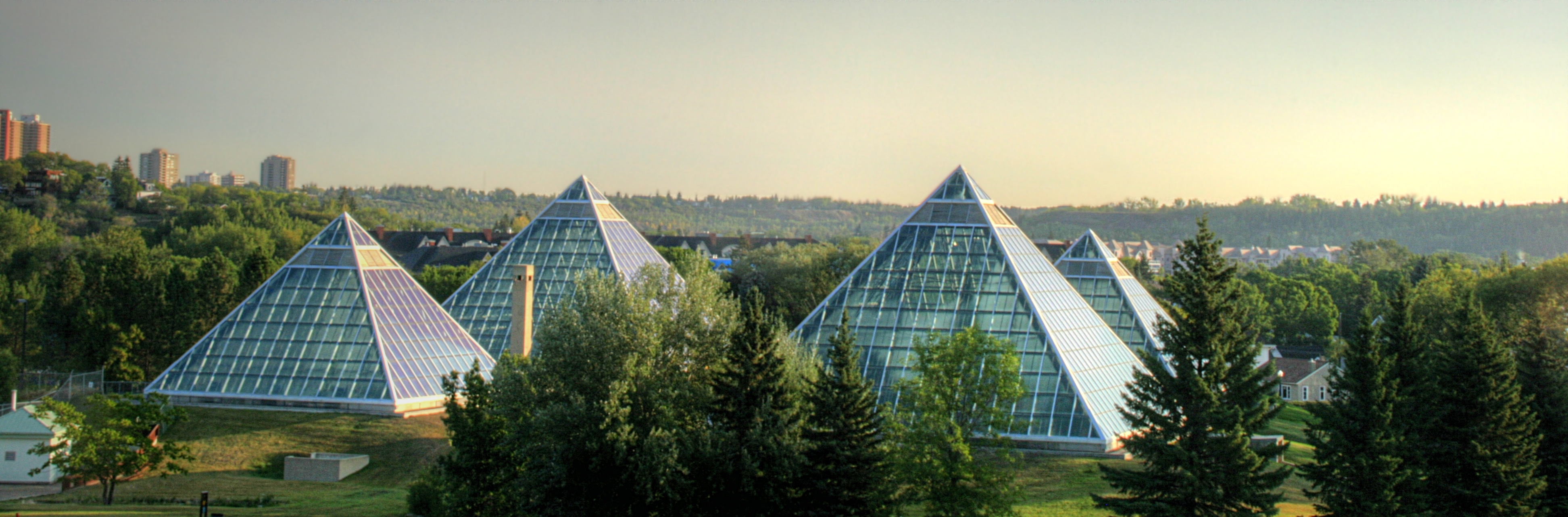
Muttart Conservatory.